# Columnea kienastiana
Columnea kienastiana är en tvåhjärtbladig växtart som beskrevs av Eduard August von Regel. Columnea kienastiana ingår i släktet Columnea och familjen Gesneriaceae. Inga underarter finns listade i Catalogue of Life.